# Sensei
Het Japanse woord sensei  betekent leraar. Het wordt als leenwoord gebruikt in westerse talen bij Japanse zelfverdedigingskunsten en vechtsporten zoals het jiujitsu, karate, judo, aikido en ook in de zentraditie wordt een leraar met sensei aangesproken.  
Het woord wordt uitgesproken als 'sen-see' en niet als 'sen-sij', wat ook vaak gehoord wordt. 
Bij de formaliteiten voordat een les in zelfverdedigingskunst wordt begonnen, wordt vaak deze zin gezegd:
Sensei ni rei!
Dit betekent geparafraseerd:
Groet de meester!
Hierop buigen de leerlingen in de richting van de sensei.
Of iemand sensei wordt genoemd is afhankelijk van de behaalde graad en of hij les geeft. In sommige budodisciplines wordt een persoon die de 3de dangraad (of hoger) heeft en les geeft sensei genoemd. In andere disciplines is dat pas het geval nadat men een shogo heeft gehaald (Japanse lerarentitel: renshi/kyoshi/hanshi). In Nederland echter geeft men vaak al les zodra men zwarte band (1ste dan) heeft en wordt men dan soms ook aangesproken als sensei. Het is binnen de Japanse budokunsten echter correcter om iemand dan aan te spreken als 'senpai' wat zoiets betekent als 'senior' of 'ouder'. 
De oprichter van het Aikido, Morihei Ueshiba, wordt vaak Ōsensei (翁先生) genoemd, wat eerbiedwaardige leraar betekent.
Maar om een sensei te worden heb je niet alleen de zwarte band nodig, maar je moet ook examens afleggen om les te mogen geven. Het kan zijn dat de sensei een leraar in opleiding heeft, die doet dan meestal de warming up en de cooling down.
De Chinese pendant van de sensei is de Sifu.
De Koreaanse pendant van de sensei is de Sabumnim.